# BG 2000 Berlin
Die Basketballgemeinschaft 2000 Berlin e. V. ist ein Basketball-Verein aus Berlin-Charlottenburg. Die Herrenmannschaft spielte als Berlin Braves 2000 von 2023 bis 2025 in der 2. Bundesliga ProB.

## Geschichte
Die Vereinsgründung am 5. März 2000 erfolgte in der Nähe des Kurfürstendamms. In den Spieljahren 2010/11, 2011/12, 2012/13, 2013/14, war der Verein in der Weiblichen Nachwuchs-Basketball-Bundesliga vertreten, 2014/15, 2015/16 und 2016/17 dann in einer Spielgemeinschaft mit Alba Berlin.
Im Spieljahr 2019/20 wurde die Herrenmannschaft der BG Tabellendritte der 2. Regionalliga Nord-Ost. Da die beiden Erstplatzierten das Aufstiegsrecht in die 1. Regionalliga nicht wahrnahmen, erhielt die BG die Möglichkeit zum Sprung in die höchste deutsche Amateurspielklasse. Unter der Leitung der Zwillingsbrüder Ruben Amo Paul und Simon Dube Paul wurden innerhalb kurzer Zeit die wirtschaftlichen Voraussetzungen für den Aufstieg geschaffen. Im selben Jahr ging der Verein eine Zusammenarbeit mit der Laufsportgemeinschaft Berlin Braves ein, trat fortan unter dem Namen Berlin Braves 2000 an, amtlicher Vereinsname blieb jedoch BG 2000 Berlin e. V., unter dem die Mannschaften auch weiterhin am Spielbetrieb des Berliner Basketball-Verbands teilnahmen.
2023 gewann die Herrenmannschaft unter Trainer Achmadschah Zazai den Meistertitel in der 1. Regionalliga Nord, dadurch gelang der Aufstieg in die 2. Bundesliga ProB. An dem Erfolg wirkten in der Berliner Mannschaft mehrere Spieler mit, die vorher Erfahrung als Berufsbasketballspieler gesammelt hatten, darunter Martin Seiferth, Sebastian Fülle, Marley Jean-Louis, Phillip Daubner sowie der US-Amerikaner Shawn Scott. 2023 trat der Verein im Jugendbereich einer Berliner Spielgemeinschaft in der Nachwuchs-Basketball-Bundesliga (NBBL) bei, der drei weitere Vereine angehören. Seit 2021 nahm die Spielgemeinschaft bereits unter dem Namen Berlin Braves Baskets am NBBL-Wettkampfbetrieb teil.
In ihrer ersten Spielzeit in der 2. Bundesliga ProB erreichten die Berliner das Halbfinale. Dort schieden sie gegen Rhöndorf aus. Trainer Zazai und die Berliner trennten sich im Anschluss an das Saisonende. Die Vereinsführung gab in diesem Zuge bekannt, künftig verstärkt auf junge Spieler aus den eigenen Reihen setzen zu wollen. Neuer Berliner Trainer wurde Michael Wende. Ende November 2024 gab die 2. Bundesliga wegen eines Verstoßes der Berliner gegen das Lizenzbestimmungen den Abzug eines Wertungspunktes sowie die Eröffnung eines Nachlizenzierungsverfahrens bekannt. In Hinblick auf die Saison 2025/26 verzichtete die Vereinsführung auf eine weitere Teilnahme am Spielbetrieb der 2. Bundesliga ProB.

## Vereinserfolge
- Norddeutscher Meister U14 männlich (2005)[25]
- Norddeutscher Meister U18 männlich (2007)[25]
- Meister der 1. Regionalliga Nord der Männer (2023)

## Bekannte ehemalige Spieler
- Nico Adamczak
- Daniel Borchers
- Lars Meyer
- Femi Oladipo